# Brandon Bochenski
Brandon Bochenski (* 4. dubna 1982, Blaine) je bývalý americký profesionální hokejista s kazachstánským občanstvím. Naposledy hrál za klub Barys Astana v KHL, kam odešel z NHL po sezóně 2009/10. Bochenski reprezentoval Spojené státy na Mistrovství světa v ledním hokeji 2007 v Moskvě. Před mistrovstvím světa v roce 2016 přijal občanství Kazachstánu, který až do konce profesionální kariéry po sezóně 2018/19 reprezentoval.

## Klubové statistiky
| Sezona  | Klub                       | Soutěž | Základní část | Základní část | Základní část | Základní část | Základní část | Play off | Play off | Play off | Play off | Play off |
| Sezona  | Klub                       | Soutěž | Z             | G             | A             | B             | TM            | Z        | G        | A        | B        | TM       |
| ------- | -------------------------- | ------ | ------------- | ------------- | ------------- | ------------- | ------------- | -------- | -------- | -------- | -------- | -------- |
| 2000/01 | Lincoln Stars              | USHL   | 55            | 47            | 33            | 80            | 22            | 11       | 5        | 7        | 12       | 4        |
| 2001/02 | University of North Dakota | WCHA   | 36            | 17            | 15            | 32            | 34            | —        | —        | —        | —        | —        |
| 2002/03 | University of North Dakota | WCHA   | 43            | 35            | 27            | 62            | 42            | —        | —        | —        | —        | —        |
| 2003/04 | University of North Dakota | WCHA   | 41            | 27            | 33            | 60            | 40            | —        | —        | —        | —        | —        |
| 2004/05 | Binghamton Senators        | AHL    | 75            | 34            | 36            | 70            | 16            | 6        | 1        | 0        | 1        | 2        |
| 2005/06 | Binghamton Senators        | AHL    | 33            | 22            | 24            | 46            | 36            | —        | —        | —        | —        | —        |
| 2005/06 | Ottawa Senators            | NHL    | 20            | 6             | 7             | 13            | 14            | —        | —        | —        | —        | —        |
| 2005/06 | Chicago Blackhawks         | NHL    | 20            | 2             | 2             | 4             | 8             | —        | —        | —        | —        | —        |
| 2005/06 | Norfolk Admirals           | AHL    | —             | —             | —             | —             | —             | 3        | 1        | 1        | 2        | 0        |
| 2006/07 | Norfolk Admirals           | AHL    | 29            | 28            | 26            | 54            | 21            | —        | —        | —        | —        | —        |
| 2006/07 | Chicago Blackhawks         | NHL    | 10            | 2             | 0             | 2             | 2             | —        | —        | —        | —        | —        |
| 2006/07 | Boston Bruins              | NHL    | 31            | 11            | 11            | 22            | 14            | —        | —        | —        | —        | —        |
| 2007/08 | Boston Bruins              | NHL    | 20            | 0             | 6             | 6             | 6             | —        | —        | —        | —        | —        |
| 2007/08 | Providence Bruins          | AHL    | 2             | 1             | 0             | 1             | 0             | —        | —        | —        | —        | —        |
| 2007/08 | Anaheim Ducks              | NHL    | 12            | 2             | 2             | 4             | 6             | —        | —        | —        | —        | —        |
| 2007/08 | Nashville Predators        | NHL    | 8             | 1             | 2             | 3             | 0             | 3        | 0        | 0        | 0        | 0        |
| 2008/09 | Norfolk Admirals           | AHL    | 69            | 27            | 26            | 53            | 48            | —        | —        | —        | —        | —        |
| 2008/09 | Tampa Bay Lightning        | NHL    | 7             | 0             | 1             | 1             | 2             | —        | —        | —        | —        | —        |
| 2009/10 | Norfolk Admirals           | AHL    | 42            | 21            | 19            | 40            | 16            | —        | —        | —        | —        | —        |
| 2009/10 | Tampa Bay Lightning        | NHL    | 28            | 4             | 9             | 13            | 2             | —        | —        | —        | —        | —        |
| 2010/11 | Barys Astana               | KHL    | 40            | 22            | 23            | 45            | 36            | 4        | 0        | 1        | 1        | 2        |
| 2011/12 | Barys Astana               | KHL    | 49            | 27            | 32            | 59            | 26            | 7        | 0        | 5        | 5        | 8        |
| 2012/13 | Barys Astana               | KHL    | 48            | 20            | 20            | 40            | 22            | 7        | 4        | 3        | 7        | 12       |
| 2013/14 | Barys Astana               | KHL    | 54            | 28            | 30            | 58            | 55            | 10       | 2        | 7        | 9        | 14       |
|         | NHL celkově                |        | 156           | 28            | 40            | 68            | 54            | 3        | 0        | 0        | 0        | 0        |
|         | KHL celkově                |        | 191           | 97            | 105           | 202           | 139           | 28       | 6        | 16       | 22       | 36       |